# Інститут когнітивного моделювання
Інститут когнітивного моделювання (англ. Institute of Cognitive Modeling) — приватна науково-дослідницька компанія, яка займається соціальними технологіями та надає послуги у сфері соціальних комунікацій. Заснована 2019 року в Києві Дмитром Царенком та Віктором Березенком. З початку 2020 року Інститут когнітивного моделювання у співпраці здійснює комунікаційний супровід Міністерства охорони здоров'я, зокрема в розрізі пандемії COVID-19.

## Опис
СЕО компанії — Світлана Павелецька. 
Експерти Інституту надають консультації щодо стратегії формування іміджу, публічного позиціонування, соціальної психології та цифрових технологій.
Також здійснює соціологічні дослідження, займається дослідженнями соціальної психології, розробляє освітньо-психотерапевтичні продукти з психології та організовує проведення лекцій.
Інститут співпрацює з організаціями, партіями, фондами, компаніями та закладами: Червоний хрест України, Міністерство цифрової трансформації України, Міністерство охорони здоров'я України, Фонд Ріната Ахметова, ЦУМ Київ, «Слуга народу», Uber, SOCAR, GAPCHINSKA, БФ «Карітас Київ».

## Проєкти

### Комунікаційний супровід МОЗ України в період пандемії COVID-19
Компанія розробила стратегію комунікаційного проєкту для МОЗ на час пандемії коронавірусу, було запущено всеукраїнську акцію #Підтримуюлікарів, створено чат-бот для месенджерів з відповідями на поширені питання та алгоритмами дій.

### Спільнота Коронавірус_інфо

#### Telegram
5 березня командою Інституту було запущено канал в Telegram, за три місяці на нього підписалося 870 тис. користувачів. Канал на червень 2020 року посідав четверту позицію у світі за кількістю підписників серед верифікованих інформаційних ресурсів про коронавірус.

#### Viber
20 березня 2020 року Інститутом було створено Viber-спільноту «Коронавірус_інфо».

### Платформа безкоштовної психологічної підтримки «Розкажи мені»
У травні 2020 запущено безкоштовну платформу психологічної підтримки «Розкажи мені». Проєкт об'єднує ресурси МОЗ, Червоного Хреста України, Міністерства цифрової трансформації, волонтерів, лікарів і психологів.
За перші місяці роботи сайту команда проєкту, яка налічувала 125 спеціалістів-волонтерів когнітивно-поведінкової терапії, обробила понад 5000 онлайн-заявок та провела більше 9 000 годин консультацій для пацієнтів з України, Білорусі, Ізраїлю та США.
З серпня 2020 року  команда Інституту відкрила доступ до платформи для громадян Білорусі. Кожен громадянин може подати онлайн-заявку та отримати професійну консультацію дистанційно.

### Консультування грузинської партії «Єдиний національний рух»
Восени 2020 року під час парламентської виборчої кампанії у Грузії Інститут когнітивного моделювання консультував партію Єдиний національний рух щодо соціальних технологій і діджитал-стратегії. Команда Інституту досліджувала громадську думку і адаптовувала меседжі та формати передачі інформації цільовим групам виборців. Така співпраця дозволила грузинським політикам спілкуватися з широкою аудиторією за допомогою діджитал-інструментів і соціальних медіа, а грузинські виборці отримали доступ до інформації про програму та діяльність політичної сили.

## Нагороди
2020 — спільнота Коронавірус_інфо увійшла до п'ятірки найефективніших кампаній премії European Excellence Awards у категоріях "Управління проблемами та репутацією (Covid-19) та «Багатоканальні комунікації».